# Ultimate Tazer Ball
 (novembre 2023).
L'Ultimate Tazer Ball, parfois abrégé sous le sigle UTB, est un sport extrême impliquant l'utilisation de pistolets à impulsion électrique, souvent dénommés tasers

## Histoire

### Origine
Le sport est inventé par 3 Californiens : Leif Kellenberger, Eric Prum et Erik Wunsch sous le nom d'Ultimate Tazer Ball. Il est pratiqué pour la première fois en Californie.

### Ascension, attention médiatique
Pendant une courte période, la mode entourant l’Ultimate Tazer Ball donne l’impression que le sport va connaître un grand succès. En effet, grâce à l'attention suscitée par le concept, qui choque, et les opinions controversées, il est le sujet de plusieurs articles dans la presse pendant plusieurs mois et atteint la Thaïlande où il fait la une des journaux. Mais l'UTB n'est qu'un sport insolite parmi tant d’autres qui existent déjà, et le battage médiatique ne dure pas. À partir de 2013, l’UTB est déjà considéré comme du passé. Aucun tournoi UTB d'envergure n'a eu lieu depuis 2012. De plus, le site officiel de la ligue n'existe plus.

## Règles
Deux équipes s'affrontent pour amener une grosse balle (d’environ 60 centimètres de diamètre) dans le but adverse situé à chaque extrémité du terrain, de dimensions 60 x 25 mètres,. Les joueurs des deux équipes sont tous armés de pistolets paralysants. Selon les règles du jeu, les joueurs ne sont autorisés à utiliser des pistolets paralysants que sur les joueurs adverses en possession du ballon. Les appareils utilisés émettent un courant de trois à cinq milliampères, ce qui suffit à provoquer un spasme musculaire localisé mais sans émettre de dommages permanents aux organes vitaux du corps. Il est possible de tirer uniquement depuis les deux surfaces de réparation, et le joueur en possession de la balle n'a pas le droit d'utiliser son arme.
Chaque rencontre est divisée en trois parties de 7 minutes.

## Sécurité
Le sport est dangereux et doit être pratiqué prudemment par les participants. Les joueurs doivent être licenciés et avoir quelqu'un à proximité, capable de fournir une assistance médicale en cas de blessure[réf. nécessaire].